# Palazzo de l'Alma
Il Palazzo de l'Alma è un palazzo nazionale della Repubblica francese, situato nel VII arrondissement di Parigi. È vicino al Musée du quai Branly e quasi di fronte al Pont de l'Alma. Il nome del palazzo deriva dalla Battaglia dell'Alma.

## Storia
Il palazzo fu costruito tra il 1861 e il 1864 da Jacques-Martin Tétaz con l'obiettivo di diventare la scuderia di Napoleone III e ospitarne il personale. Nel 1881 divenne una dipendenza della presidenza francese. Poi nel 1947 ospitò l'ufficio meteorologico francese. Il palazzo è diventato un monumento storico francese dal 30 ottobre 2002.
Il palazzo ora ospita circa 70 alloggi ufficiali, alcuni dei quali sono utilizzati per stretti collaboratori del Presidente della Repubblica francese. François Mitterrand usò un appartamento per ospitare la sua amante Anne Pingeot e la loro figlia Mazarine quando era presidente. Nello stesso periodo vi abitava anche François de Grossouvre.
Alexandre Benalla, che è stato agente di sicurezza e vice capo di stato maggiore del presidente francese Emmanuel Macron, è stato ospitato lì dal 9 luglio 2018, una settimana prima di essere preso in custodia per il caso giudiziario e politico che ha preso il suo nome.